# MGM 레코드
MGM 레코드(MGM Records)는 1946년 메트로 골드윈 메이어 영화사가 자신들의 음악 영화의 사운드트랙 음반(LP 음반)을 발매할 목적으로 설립한 음반사였다. 그것은 1970년대까지 지속된 팝 음악 레이블로 바뀌었다. 이 회사는 또한 일부 비뮤지컬 영화를 위한 사운드트랙 음반을 발매했고, 드물게 《판타스틱스》와 《서푼짜리 오페라》의 1954년 부활과 같은 오프브로드웨이 뮤지컬의 음반들을 캐스팅했다. 한 예로, 다른 스튜디오인 컬럼비아 픽처스의 《야성의 엘자》 (1966년)가 만든 영화의 매우 성공적인 사운드트랙 음반을 발매했다.

## 배경
1928년의 단명 메트로 골드윈 메이어 레코드(Metro-Goldwyn-Mayer Records)도 있었는데, MGM 영화에 등장하는 음악을 녹음하여 일반 대중에게 팔지 않고 영화관 로비에서 연주되도록 만들었다. 이 메트로 골드윈 메이어 레코드는 컬럼비아 레코드에 의해 스튜디오와 계약에 따라 제작되었다.